# Mõniste
Mõniste é um município rural (em estoniano: vald) da Estônia, na região de Võru, com uma área de 174,8 km². Segundo estimativas para 2007 ele possui uma população de 1.027 habitantes. 

## Geografia
Mõniste fica distante 45 km da capital da região, Võru e da cidade de Valga. É o ponto extremo sul da Estônia. Ele é constituído de 17 vilas (em estoniano: külad): Hürova, Hüti, Kallaste, Karisöödi, Koemetsa, Kuutsi, Mõniste, Parmupalu, Peebu, Sakurgi, Saru, Singa, Tiitsa, Tundu, Tursa, Vastse-Roosa e Villike. Faz divisa a leste com a região de Valga, ao norte com o município rural de Antsla vald, a leste com o município rural de Varstu e ao sul é parte da divisa internacional da Estônia com a Letônia.
57% de sua superfície é coberta por florestas. As florestas, lagos e rios convidam os apreciadores da natureza para as práticas de caminhada e canoagem. Outro lugar muito visitado é o Museu de Kuutsi fundado em 1948 com temas sobre a vida das vilas sulistas da Estônia no século XIX.
O município foi pela primeira vez mencionado em documentos de 1386.

## Referência
1. ↑  Statistics Estonia - Dados de 1 de janeiro de 2007 calculados com base nos dados ajustados do censo populacional de 2000.